# بنديل

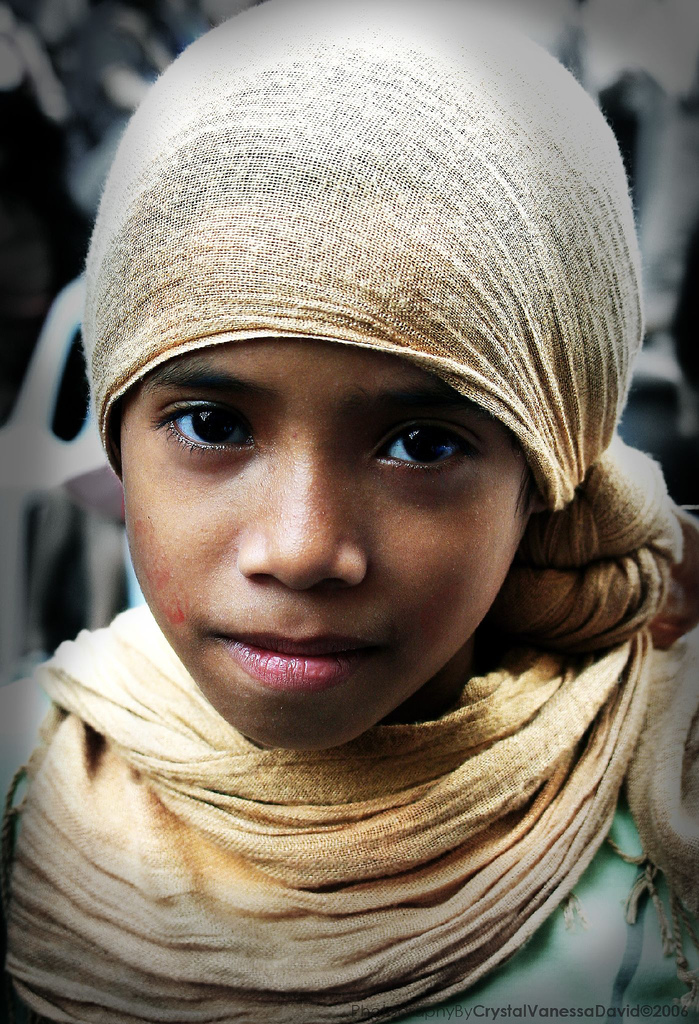
طفلة فلبينية ترتدي الباندانا.

البَنْدِيل أو البَندانة (بالإنجليزية: Bandana أو Kerchief) هو لفاع مربع الشكل به نقوش مطبوعة وقد يكون مثلثًا أو بلا رسوم وذو لون واحد. الاسم بندانة ذو أصل هندي سنسكريتي.

## معرض الصور

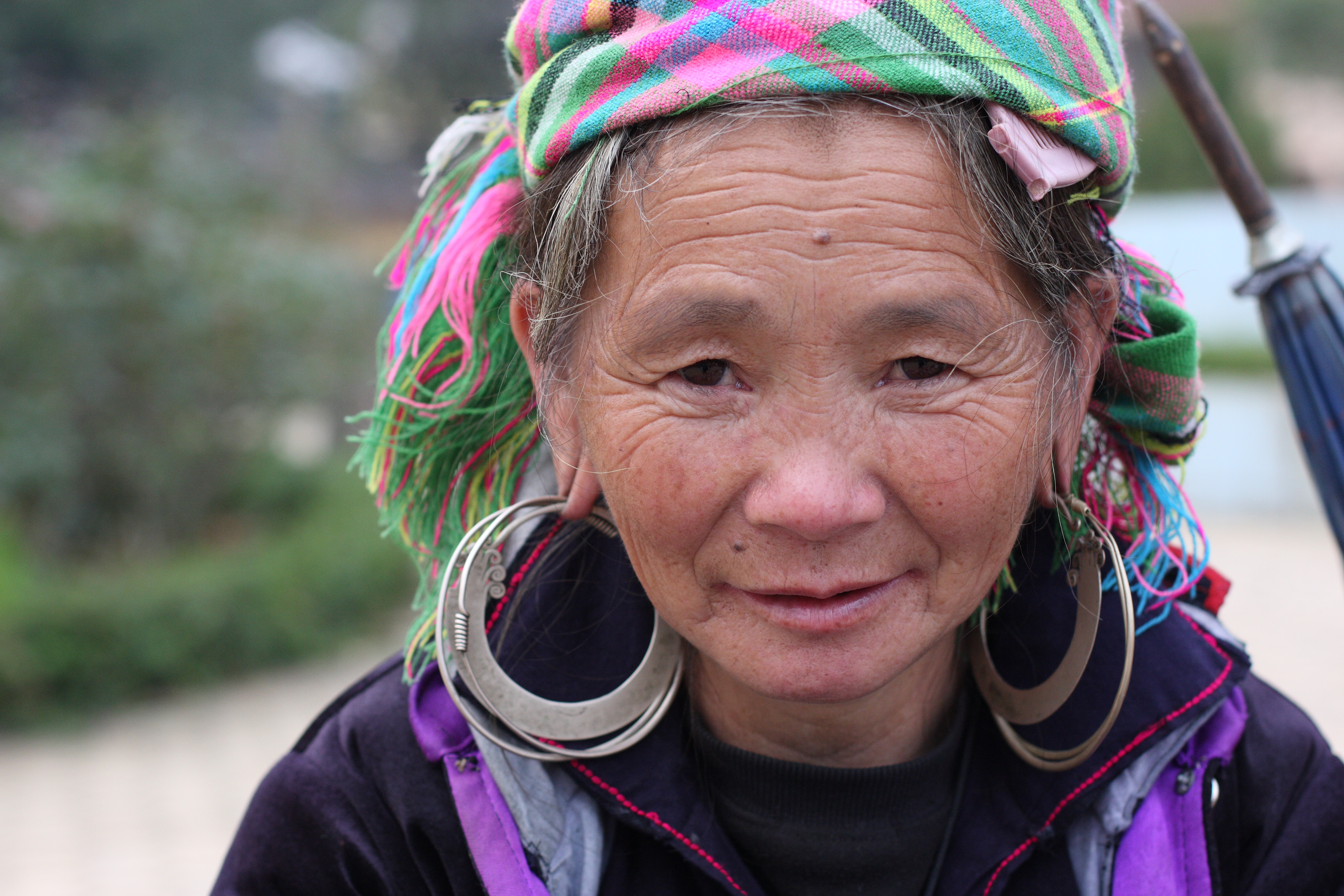
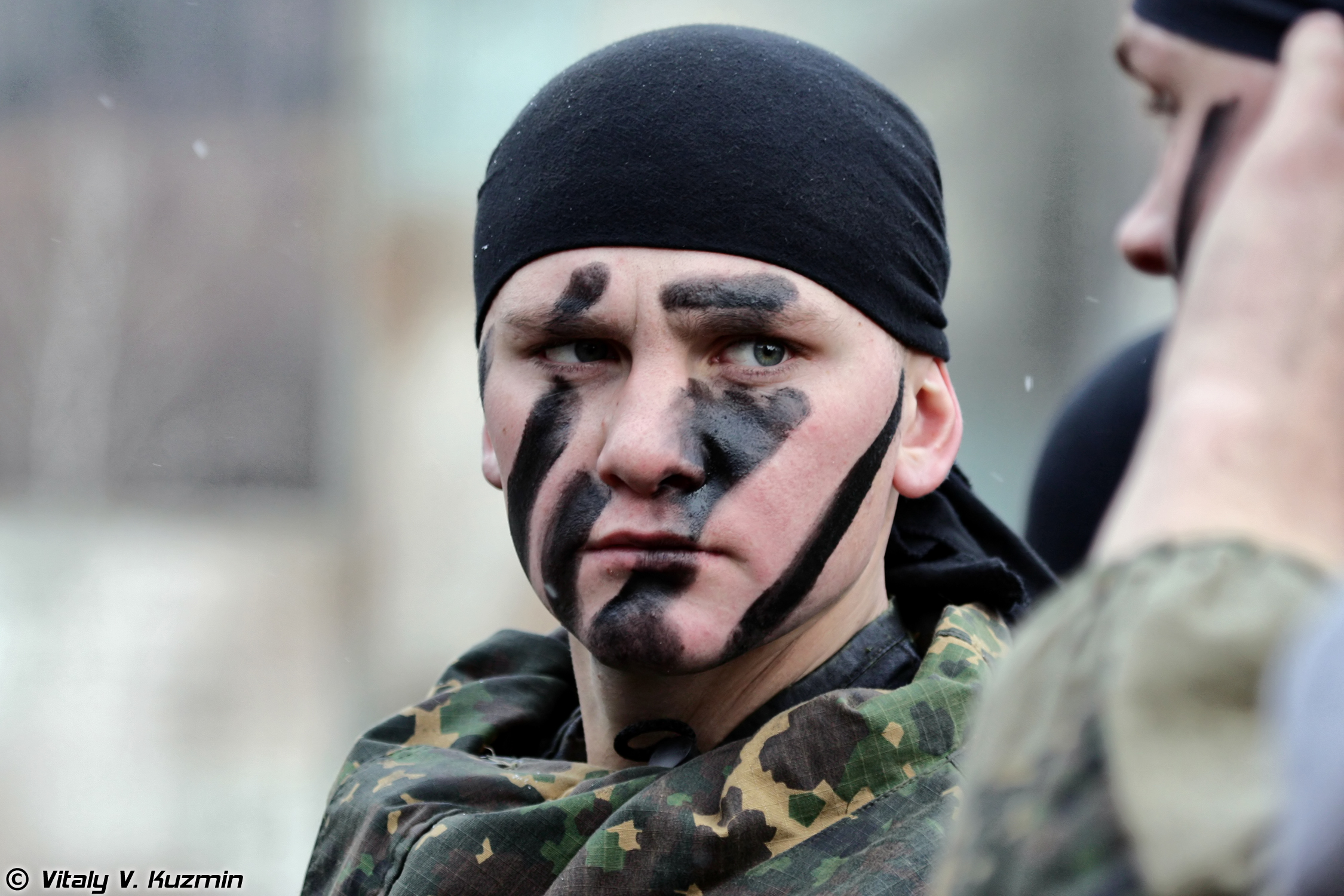
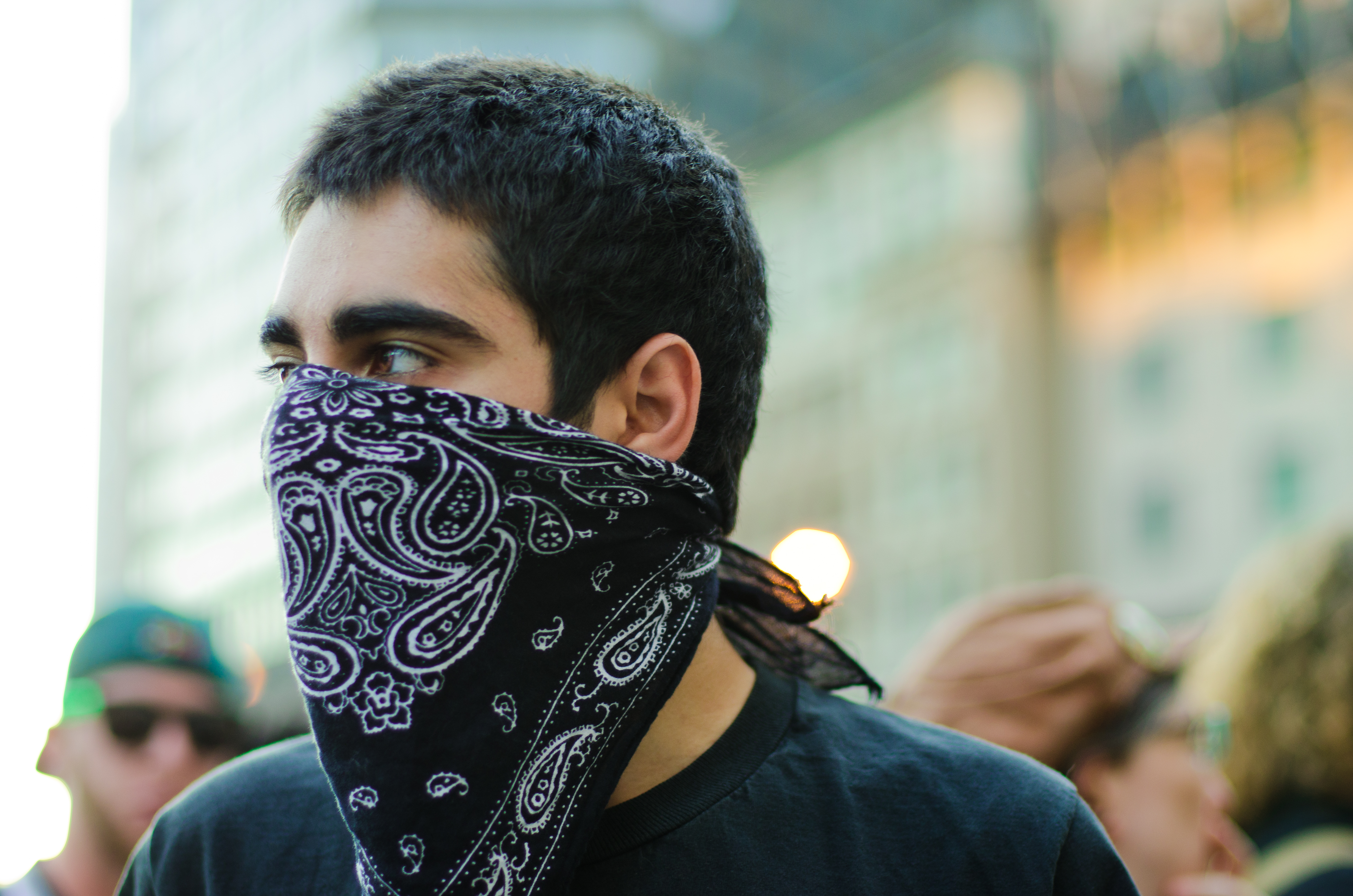
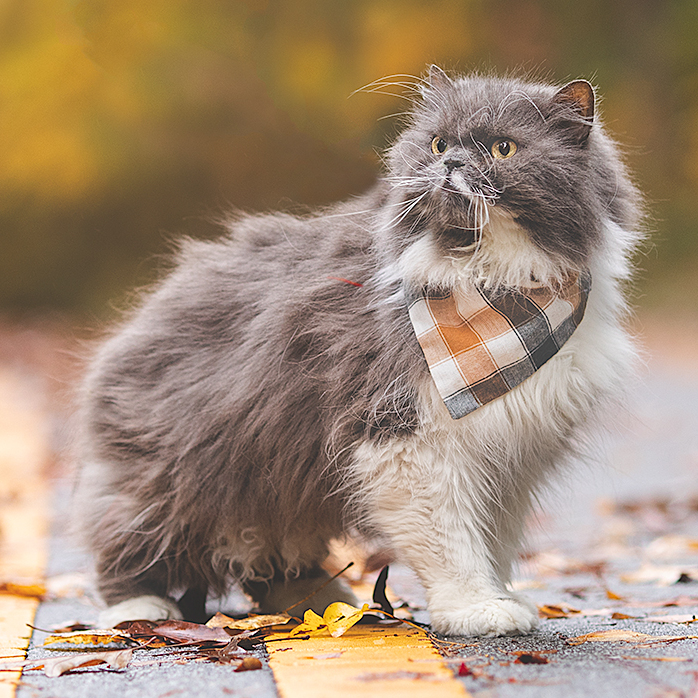